# Semiothisa trientata
Semiothisa trientata là một loài bướm đêm trong họ Geometridae.